# Guerre du Kosovo
Pour les articles homonymes, voir Bataille de Kosovo.
 (novembre 2020).
Si vous disposez d'ouvrages ou d'articles de référence ou si vous connaissez des sites web de qualité traitant du thème abordé ici, merci de compléter l'article en donnant les références utiles à sa vérifiabilité et en les liant à la section « Notes et références ».
Guerres de Yougoslavie
Batailles
- Attaque du Prekaz
- Massacre de Račak
- Opération Force alliée
- Incidents de frontière albano-yougoslaves
- Destruction d'un F-117 par l'armée yougoslave
- Bataille de Košare (en)

La guerre du Kosovo, une des guerres de Yougoslavie, a eu lieu du 6 mars 1998 au 10 juin 1999, sur le territoire de la république fédérale de Yougoslavie, opposant l'armée yougoslave à l'Armée de libération du Kosovo (UÇK). L'Organisation du traité de l'Atlantique nord (OTAN) participe au conflit à partir du 24 mars 1999 en opérant des  campagnes de bombardements sur l'ensemble du territoire de la république fédérale de Yougoslavie. Le conflit armé aboutit le 11 juin au retrait des troupes yougoslaves du territoire du Kosovo.
L'UÇK, formée au début des années 1990 pour lutter contre la persécution des Albanais du Kosovo par les Serbes, commence sa première campagne en 1995 lorsqu'elle a lancé des attaques contre les forces de l'ordre serbes au Kosovo. En juin 1996, le groupe revendique la responsabilité d'actes de sabotage visant les postes de police du Kosovo, pendant l'insurrection du Kosovo. En 1997, l'organisation acquiert une grande quantité d'armes grâce à la contrebande d'armes venant de l'Albanie voisine, à la suite d'une rébellion au cours de laquelle des armes ont été pillées dans des postes de police et de l'armée du pays. Au début de 1998, les attaques de l'UÇK contre les autorités yougoslaves au Kosovo se traduisent par une présence accrue de forces paramilitaires serbes et de forces régulières qui commencent par la suite à mener une campagne de représailles contre les sympathisants de l'UÇK et les opposants politiques ; cette campagne tue de mille cinq cents à deux mille civils et combattants de l'UÇK.
Le 20 mars 1999, les forces yougoslaves lancent une campagne massive de répression et d'expulsions d'Albanais du Kosovo à la suite du retrait de la Mission de vérification au Kosovo de l'OSCE (KVM) et de l'échec de la Conférence de Rambouillet. En réponse à cela, l'OTAN intervient avec une campagne de bombardements aériens qui commence le 24 mars, la justifiant comme une « guerre humanitaire ». En 2001, une Cour suprême administrée par les Nations unies, basée au Kosovo, constate qu'il y a eu « une campagne systématique de terreur, comprenant des meurtres, des viols, des incendies et de graves mauvais traitements », mais que les troupes yougoslaves avaient tenté d'expulser plutôt que d'éradiquer la population d'origine albanaise.
La guerre prend fin avec les accords de Kumanovo. Les forces yougoslaves et serbes, ne pouvant résister à la force américaine et de l’OTAN, décident immédiatement de se retirer du Kosovo. L'UÇK est dissoute peu de temps après, certains de ses membres se battant pour l'UÇPMB dans la vallée de Preševo et d'autres rejoignant l'Armée de libération nationale (NLA) et l'Armée nationale albanaise (ANA) pendant le conflit ethnique armé en Macédoine tandis que d'autres forment la police du Kosovo. Après la guerre, une liste est compilée indiquant que plus de 13 500 personnes ont été tuées ou ont disparu au cours du conflit. Les forces yougoslaves et serbes ont provoqué le déplacement de 1,2 à 1,45 million d'Albanais du Kosovo. Après la guerre, environ 200 000 Serbes, Roms et autres non-Albanais ont fui le Kosovo et nombre des civils restants ont été victimes d'abus. La Serbie est devenue le foyer du plus grand nombre de réfugiés et de personnes déplacées en Europe.
La campagne de bombardements de l'OTAN est restée controversée, car elle n'a pas obtenu l'approbation du Conseil de sécurité des Nations unies et parce qu'elle a causé au moins 488 morts parmi les civils yougoslaves, y compris un nombre substantiel de réfugiés kosovars.

## Origine des revendications nationalistes
Dès le XIXe siècle, des controverses historiques sur l'appartenance ethnique du territoire du Kosovo cristallisent un ensemble de tensions qui prennent la forme de tensions politiques, de discours nationalistes, de mouvements de résistance, de la répression politique et de la lutte armée.
Les conflits entre les deux principales communautés du Kosovo (Serbes et Albanais) sont liés[Comment ?] à leurs convictions respectives d’être les seuls occupants légitimes de cette région[réf. nécessaire]. Aujourd’hui encore, la composition ethnique du Kosovo du XVe siècle fait l’objet de nombreuses controverses, chaque partie interprétant en sa faveur les documents de l’époque[Laquelle ?].
Du côté serbe, le Kosovo est décrit comme le « berceau de la Serbie », car il en était, entre le XIe et le XVe siècle, le centre politique (Pristina), économique (mines de Novo Brdo), et spirituel (monastères de Peć, de Dečani, de Gračanica et bien d’autres, inscrits au patrimoine mondial de l'Unesco) du pays. Toutefois, le terme de « berceau de la Serbie », utilisé depuis XIXe siècle seulement, est abusif, car les Serbes, installés dès le VIIe siècle en Bosnie et dans l’ouest de la Serbie actuelle (Rascie), ne s'installèrent au Kosovo-et-Métochie qu’au XIe siècle.
De plus, la Serbie considère que le Kosovo-et-Métochie était complètement slavisé (et donc serbe) avant l’occupation turque (prise de Priština en 1454), qui dura jusqu’en 1912. Selon ce point de vue, les Albanais se seraient alors installés au Kosovo après l’écrasement des insurrections serbes par les Turcs (grandes migrations serbes de 1690 et de 1737-1739), les Serbes restés au Kosovo devant, soit se convertir, soit accepter le statut de kmet (serf) auprès des notables albanais. En Serbie, les Albanais sont donc perçus comme des étrangers ayant profité de l’occupation ottomane pour coloniser une partie du territoire serbe.
Les Albanais réfutent cette version, estimant que la population albanaise du Kosovo n’a pas été assimilée par les Serbes au Moyen Âge ; les Albanais seraient donc déjà présents au Kosovo à l’arrivée des Turcs.
Ils se considèrent en effet comme les descendants des peuples illyriens qui occupaient la région comprise entre la Grèce et la Slovénie, avant l’arrivée des Slaves, et incluant l’actuel Kosovo (Dardanie, en illyrien). Plusieurs travaux linguistiques considèrent l'origine illyrienne de la langue albanaise comme la thèse la plus probable pour expliquer les origines de l'albanais. Ces théories arguent dans le sens d'une filiation entre le peuple Illyrien et la population albanaise,. Les Albanais estiment donc avoir été victimes d’une occupation militaire à partir de l’installation des Serbes au Kosovo.
L’histoire du Kosovo, vue par les Serbes et les Albanais, repose donc sur deux mythes fondateurs opposés.

## Précédents conflits
Au XIXe siècle, la Serbie, nouvellement indépendante, fait de la récupération du Kosovo l’une de ses revendications principales. La première tentative, lors de la guerre russo-turque de 1877-1878 se solde par un échec, et déclenche de nouvelles persécutions contre les Serbes du Kosovo. Entre 1877 et 1912, le peu de Serbes qui vivent au Kosovo (60 000) le quittent pour rejoindre la Serbie libre[réf. nécessaire].
Après ce nouveau mouvement de population, les Albanais sont indiscutablement majoritaires dans la région. Le Kosovo (plus étendu que la région actuelle) est alors l'une des quatre divisions administratives ottomanes dont l'autonomie est réclamée par la Ligue de Prizren dès 1877, dans le but de former une grande Albanie, autonome dans le cadre de l’Empire ottoman. Ce projet ne voit pas le jour, mais les Albanais obtiennent la reconnaissance d'une autonomie à l'été 1912, quelques mois avant le début de la première guerre balkanique.
Finalement, à la suite de celle-ci, le Kosovo est intégré au royaume de Serbie, malgré l’opposition des Albanais qui se révolteront jusqu’en 1924 sous l’impulsion d’Isa Boletini (guérilla kachak). En 1921, l'élite albanaise du Kosovo se plaint des violences, et mentionne le chiffre de 12 000 Albanais tués et 20 000 faits prisonniers depuis 1918. Du côté serbe, la population subit de lourdes pertes pendant la Première Guerre mondiale. Le recensement yougoslave de 1921 (organisé par les Serbes) dénombre 280 000 albanophones au Kosovo, sur une population de 439 000 personnes (63,7 %).
Après la guerre, le royaume de Serbie y mène une politique de colonisation.
De nombreuses familles serbes sont implantées au Kosovo, rééquilibrant un peu la balance entre Serbes et Albanais.
Durant la Seconde Guerre mondiale, le Kosovo est rattaché a l'Albanie fasciste, sous domination italienne. Environ dix mille Serbes, Juifs et Roms sont tués et entre quatre-vingt et cent mille sont chassés du Kosovo.
Après la guerre, le Kosovo est de nouveau rattaché à la Yougoslavie en tant que province autonome de Serbie. L’autonomie de la province est accrue par les constitutions de 1960 et 1974, mais elles ne lui confèrent pas pour autant le statut de république. En effet, la Constitution de 1974 prévoit l'existence de six républiques et deux régions ou provinces autonomes, le Kosovo et la Voïvodine qui ont une autonomie moins importante. À plusieurs reprises (en 1970 et en 1981), les Albanais ont réclamé le statut de république à part entière. Entre le recensement de 1948 et celui de 1971, la répartition entre Serbes et Albanais reste stable : environ 69 % d'Albanais pour 26 % de Serbes. Les Albanais deviennent encore plus majoritaires par la suite à partir des années 1970, grâce au renforcement de l'autonomie de la province et du statut des Albanais dans tous les secteurs de l'administration, en raison principalement du départ d'une partie des Serbes et des Monténégrins. Devenus très minoritaires, et craignant de voir tout lien avec la Serbie définitivement coupés, les Serbes protestent contre l’autonomie de la province.
En mars 1989, Slobodan Milošević réduit drastiquement le statut d'autonomie du Kosovo, par l'apport de modifications à la constitution serbe, aboutissant à une reprise de l'administration directe de la province par la Serbie. Les Albanais se révoltent alors contre la suppression de l’autonomie du Kosovo, d’abord pacifiquement sous l’impulsion d’Ibrahim Rugova, puis violemment en raison de l’inefficacité de cette politique de résistance passive. Durant la même période, Les guerres de Croatie (1991-95) et de Bosnie (1992-95) accélèrent le processus de désintégration de la Yougoslavie. Pendant l’intervention de l’OTAN en 1999, on estime que le Kosovo compte 1 600 000 Albanais, contre 220 000 Serbes.

## Le contexte juridique (droit international)
- Le 31 mars 1998, le Conseil de sécurité des Nations unies vote la résolution 1160[16] qui décide d'un embargo sur les armes à destination de la Yougoslavie, y compris sur la province serbe du Kosovo et Méthochie.

- Le 23 septembre 1998, le Conseil de sécurité des Nations unies vote la résolution 1199[17] qui exige l'application des mesures d'embargo, la fin de l'action des forces de sécurité, l'autorisation de la Mission de vérification de la Communauté européenne, le retour en sécurité des réfugiés, et l'établissement d'un calendrier de reprise du dialogue entre belligérants.

- Le 13 octobre 1998, l'OTAN adresse un ultimatum à la partie serbe pour le retrait de ses forces et le début de négociations avec la partie albanaise. L'ultimatum est appuyé d'un ordre d'activation de ses forces.

Il faut observer qu'à la suite de la résolution 1199 du Conseil de sécurité des Nations unies, c'est l'OTAN qui prend l'initiative malgré les articles 16 et 17 de la résolution 1199. Ces articles expriment la volonté du Conseil de sécurité de garder le contrôle de la situation. Mais des divergences existent, la partie russe a annoncé son intention de mettre son veto à une nouvelle résolution validant une intervention contre la partie serbe. Ce passage en force est présenté comme une victoire des néoconservateurs par Robert Kagan.
- Le 24 octobre 1998, le Conseil de sécurité des Nations unies vote la résolution 1203 (en)[21] qui approuve l'accord négocié entre la Yougoslavie et l'OTAN le 15 octobre 1998.

- Le 30 janvier 1999, le conseil de l'OTAN autorise son secrétaire général à engager des actions militaires.

- Le 10 juin 1999, le Conseil de sécurité des Nations unies vote la résolution 1244 du Conseil de sécurité des Nations unies[22] qui approuve l'accord négocié par l'OTAN, et décide de l'envoi d'une présence internationale civile et militaire au Kosovo.

Certains analystes[Qui ?] ont déclaré que cette guerre avait mis le système de l'ONU « entre parenthèses » vu qu'elle a été déclenchée sans mandat des Nations unies.
- Selon la Radio-télévision de Serbie, le 11 juin 2017, une équipe « spéciale » composée de médecins et d'avocats (serbes et étrangers) annonce son intention de porter plainte devant les tribunaux de chacun des 19 pays membres de l'OTAN qu'elle accuse d'avoir bombardé, en 1999, « principalement au Kosovo, mais aussi quatre endroits dans le sud de la Serbie » sans autorisation légale et en violation des articles 5 et 6 des statuts de l'OTAN qui stipulent que l'OTAN n'est pas une structure offensive, mais défensive. L'équipe compte réunir les preuves démontrant que l'utilisation de bombes à sous-munitions et le bombardement des usines chimiques ou pétrochimiques a eu — sur le long terme — des conséquences sanitaires[24],[25],[26].

## Manœuvres diplomatiques

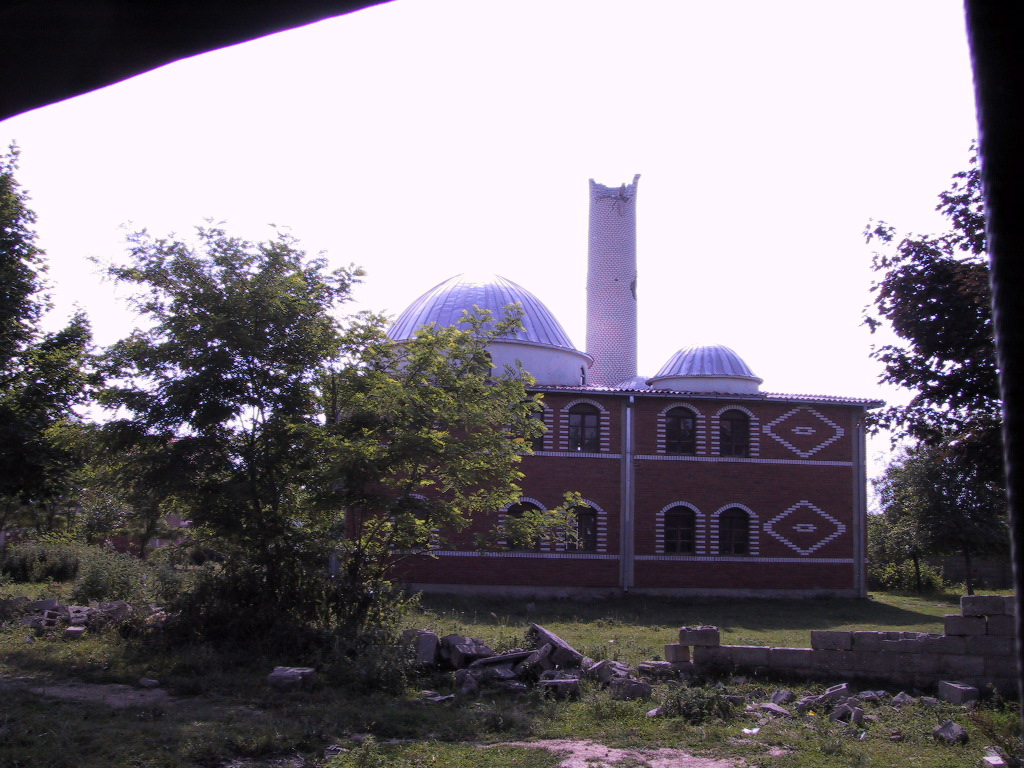
Mosquée de la région de Skenderaj (Srbica) détruite pendant la guerre du Kosovo.

Le conflit débute en 1996 avec la création de l'Armée de libération du Kosovo (en abrégé UÇK), qui amorce une campagne de révolution en assassinant des dirigeants, des policiers et des gardes-frontières serbes, ainsi que les Albanais collaborant avec le régime. Les Serbes ont alors pris de sévères contre-mesures policières et militaires. Le point tournant est survenu en mars 1997, lorsque le gouvernement de l'Albanie s'est effondré à la suite de l'éclatement de bulles financières basées sur des systèmes de Ponzi. Des arsenaux ont été pillés et ces armes se sont invariablement dirigées en grand nombre vers le Kosovo, où l'UÇK naissante livrait aux autorités serbes une véritable guerre d'indépendance.
La communauté internationale a réagi à la crise en 1998, en créant un « groupe de contact » composé de l'Allemagne, des États-Unis, de la France, du Royaume-Uni et de la Russie qui firent d'ultimes efforts diplomatiques en février 1999 lors de la conférence de Rambouillet à la suite d'allégations de massacres alors que les violences intercommunautaires se multipliaient.
Lors des négociations à Rambouillet le président serbe Slobodan Milošević accepte l’envoi d’observateurs internationaux de l’Organisation pour la sécurité et la coopération en Europe (OSCE) et de la Communauté européenne, mais refuse les envoyés de l’OTAN, dont il réfute l’impartialité. L'annexe B des accords de Rambouillet prévoyait en outre un droit de passage pour les personnels et les matériels de l'OTAN à travers toute la République fédérale de Yougoslavie, ainsi qu'une « occupation militaire totale » du Kosovo par l'OTAN.
Ce refus conduit l'OTAN à intervenir en effectuant une campagne aérienne de bombardement appelée opération Force alliée. Le général Wesley Clark dirigea les opérations depuis le Grand Quartier général des puissances alliées en Europe, qui ont commencé le 24 mars 1999. Celles-ci auraient dû se limiter à des bombardements symboliques durant 3 ou 4 jours pour ramener Belgrade à la table des négociations comme cela s'était passé pour en terminer avec la guerre de Bosnie-Herzégovine mais ces bombardements ont finalement duré 78 jours.

## Déroulement de la guerre

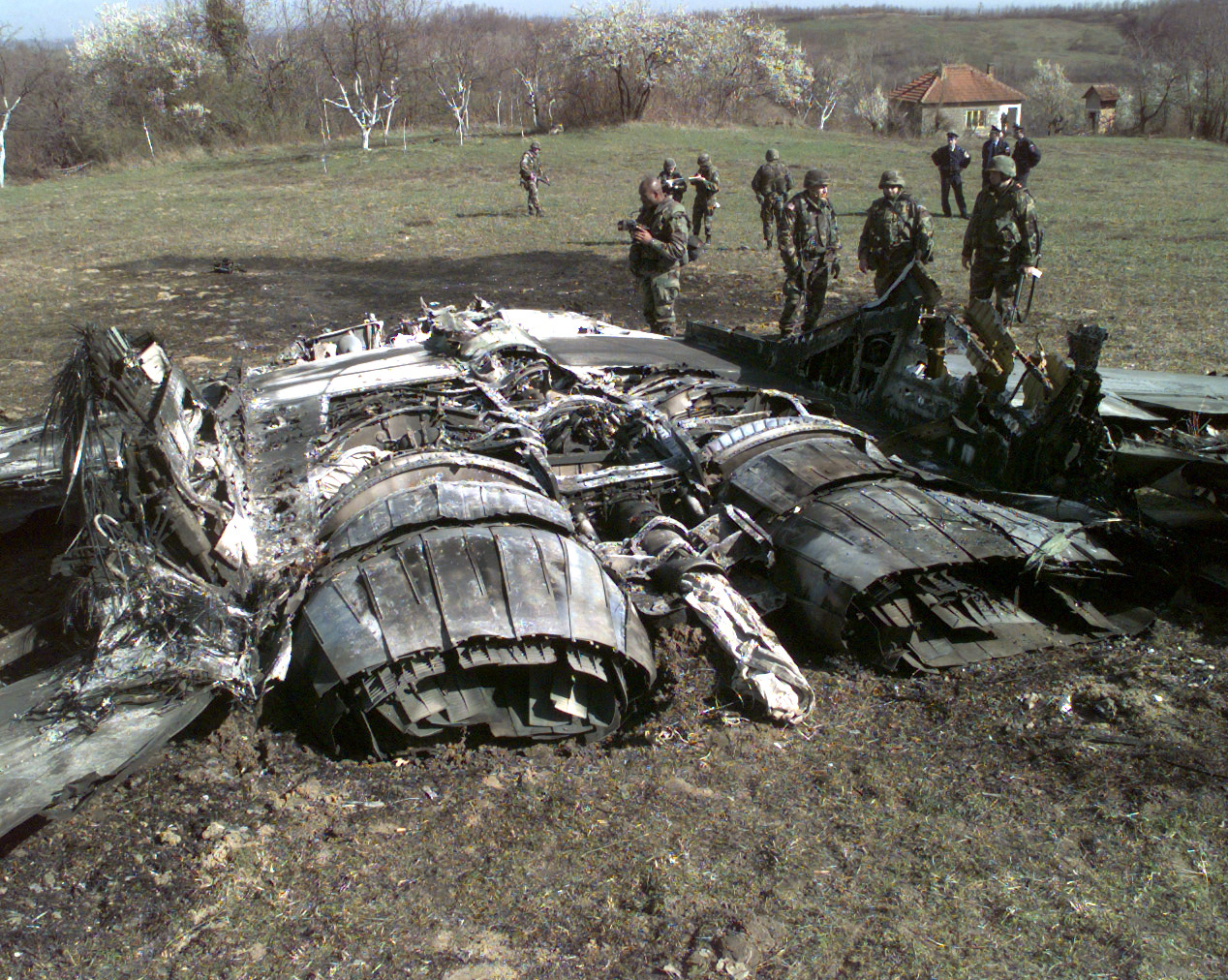
MiG-29 de l'Armée populaire yougoslave abattu en Bosnie-Herzégovine.

58 574 missions aériennes sur ces 78 jours d’opérations ont causé la perte de deux appareils américains au combat (Un F-117 et un F-16), plus de 800 missiles sol-air ont été tirés par la DCA serbe. On compte 4 397 missions SEAD anti-radar.
Au sol, plusieurs forces spéciales des nations de l'OTAN opéraient dans la discrétion, un membre du Special Air Service a été tué. Des unités terrestres de l'OTAN se sont concentrées en Macédoine tandis qu'une brigade de l'United States Army s'est déployée — avec difficulté — en Albanie ; n'ayant pas participé aux combats, elles seront l'avant-garde de la future Force pour le Kosovo (KFOR) à la fin de ceux-ci. La guerre prend aussi une dimension religieuse avec la destruction de dizaines d’églises par l'UÇK et de plusieurs mosquées par l'armée serbe.
Une guerre de l'information eut lieu entre les parties en conflit. Les forces de l'OTAN avaient préservé les infrastructures du réseau Internet en ex-Yougoslavie tout en tentant de neutraliser les médias serbes, car « un accès libre et ouvert à Internet ne [pouvait] qu'aider le peuple serbe à connaître la vérité au sujet des atrocités » du régime de Milošević. Les locaux de la chaîne de télévision serbe RTS sont bombardés « accidentellement » par l’OTAN, le 23 avril 1999, provoquant la mort de seize personnes.
Ces frappes qui durèrent plus de soixante-dix jours semblent mener à une impasse jusqu’à la conclusion d’un accord entre la république fédérative de Yougoslavie et les envoyés spéciaux de l’Union européenne, le président finlandais Martti Ahtisaari, et de la Russie, l’ancien Premier ministre Viktor Tchernomyrdine, le 3 juin 1999. Ils étaient venus présenter les exigences du G8 pour mettre un terme au conflit du Kosovo à Milošević. Le cessez-le-feu est accepté par la république fédérative de Yougoslavie le 9 juin 1999 et met fin à la guerre du Kosovo.
Le 10 juin 1999, les frappes s'arrêtent et les forces serbes commencent à se retirer du Kosovo investi par la force internationale mandatée par les Nations unies, la KFOR, dans le cadre de l'opération Joint Guardian et placé depuis sous l'administration de la Mission intérimaire des Nations Unies au Kosovo en vertu de la résolution 1244 du Conseil de sécurité des Nations unies.
Human Rights Watch a estimé que les forces serbes avaient expulsé 862 979 Albanais du Kosovo vers la Macédoine et l'Albanie, et que plusieurs centaines de milliers de plus avaient été déplacés à l'intérieur de leur propre pays ; au total, plus de 80 % de toute la population du Kosovo (ou 90 % des Albanais du Kosovo) avaient été chassée de leurs foyers. Des rumeurs concernant un plan d'épuration ethnique à grande échelle mené au Kosovo (un soi-disant plan Fer-à-cheval, en réalité conçu par le ministère allemand de la Défense) circulèrent dans les médias occidentaux. Ces rumeurs se révélèrent par la suite infondées, bien qu'étant à l'origine de l'intervention militaire de l'OTAN. Spécialistes des Balkans, Jean-Arnault Dérens et Laurent Geslin qualifient le plan d’« archétype des fake news diffusées par les armées occidentales, repris par tous les grands journaux européens ».

## Bilan humain

### Pertes civiles
En juin 2000, la Croix-Rouge estima que 3 368 civils (2 500 Albanais, 400 Serbes et 100 Roms) étaient toujours portés disparus, environ un an après la fin du conflit
En 2008, une étude commune du Centre pour la loi humanitaire (en) (Fond za Humanitarno pravo), une ONG créée en Serbie-et-Monténégro, la commission internationale des personnes disparues, et la Commission des personnes disparues de Serbie a établi une liste de 13 472 noms de victimes tuées dans la periode janvier 1998 à décembre 2000,. La liste contient le nom et prénoms des victimes, leur date de naissance, la qualification civile ou militaire et le lieu et la date du décès. Il y a 9 260 victimes albanaises, 2 488 victimes serbes ainsi que 1 254 victimes dont la nationalité n'est pas établie.

### Civils tués par l'opérationAllied Force
La république fédérale de Yougoslavie a estimé à 1 200 à 5 700, le nombre de victimes civiles causées par les bombardements de l'OTAN. Le secrétaire général de l'OTAN, Lord Robertson, a écrit après la guerre que le nombre de victimes ne sera jamais précisément connu mais donne les chiffres de l'ONG Human Rights Watch comme une estimation raisonnable. Le rapport de Human Rights Watch compte 488 à 527 victimes civiles serbes dans 90 incidents séparés, le plus important étant la mort de 87 civils lors du bombardement d'une cible militaire à Koriša que les forces serbes auraient fait occuper par des civils,.
D'après le témoignage d'un officier supérieur de l'OTAN, l'Alliance camouflait les pertes civiles : « Pour les bavures, nous avions une tactique assez efficace. Pour anesthésier les opinions, nous disions que nous menions une enquête, que les hypothèses étaient multiples. Nous ne révélions la vérité que quinze jours plus tard, quand elle n’intéressait plus personne. L’opinion, ça se travaille, comme le reste ».

### Victimes des forces terrestres yougoslaves
Le département d'État américain a utilisé le chiffre de 10 000 victimes pour justifier l'intervention en Yougoslavie. En avril, il annonce que 500 000 albanais du Kosovo albanais « sont manquants et on craint qu'ils ne soient morts » ; le 16 mai 1999, le Secrétaire américain à la Défense, William Cohen, parle sur CBS de 100 000 disparus qui « pourraient avoir été assassinés ».
Des experts en statistique mandatés par le Tribunal pénal international pour l'ex-Yougoslavie ont estimé le nombre total de victimes à dix mille. Eric Fruits, professeur à l'université de Portland, s'oppose à cette estimation qu'il a jugée être basée sur des données fausses[source insuffisante].
En août 2000, le TPIY annonce avoir exhumé 2 788 corps au Kosovo sans se prononcer sur le nombre de victimes de crimes de guerre parmi ces victimes. La KFOR a annoncé que sur les 2 150 corps découverts jusqu'en 1999, environ 850 seraient des victimes de crimes de guerre. Selon le médecin légiste Emilio Pérez Pujol, 2 500 civils ont été tués dans les affrontements : lui et son équipe n'ont trouvé « pas un seul charnier ».

### Pertes militaires de l'OTAN

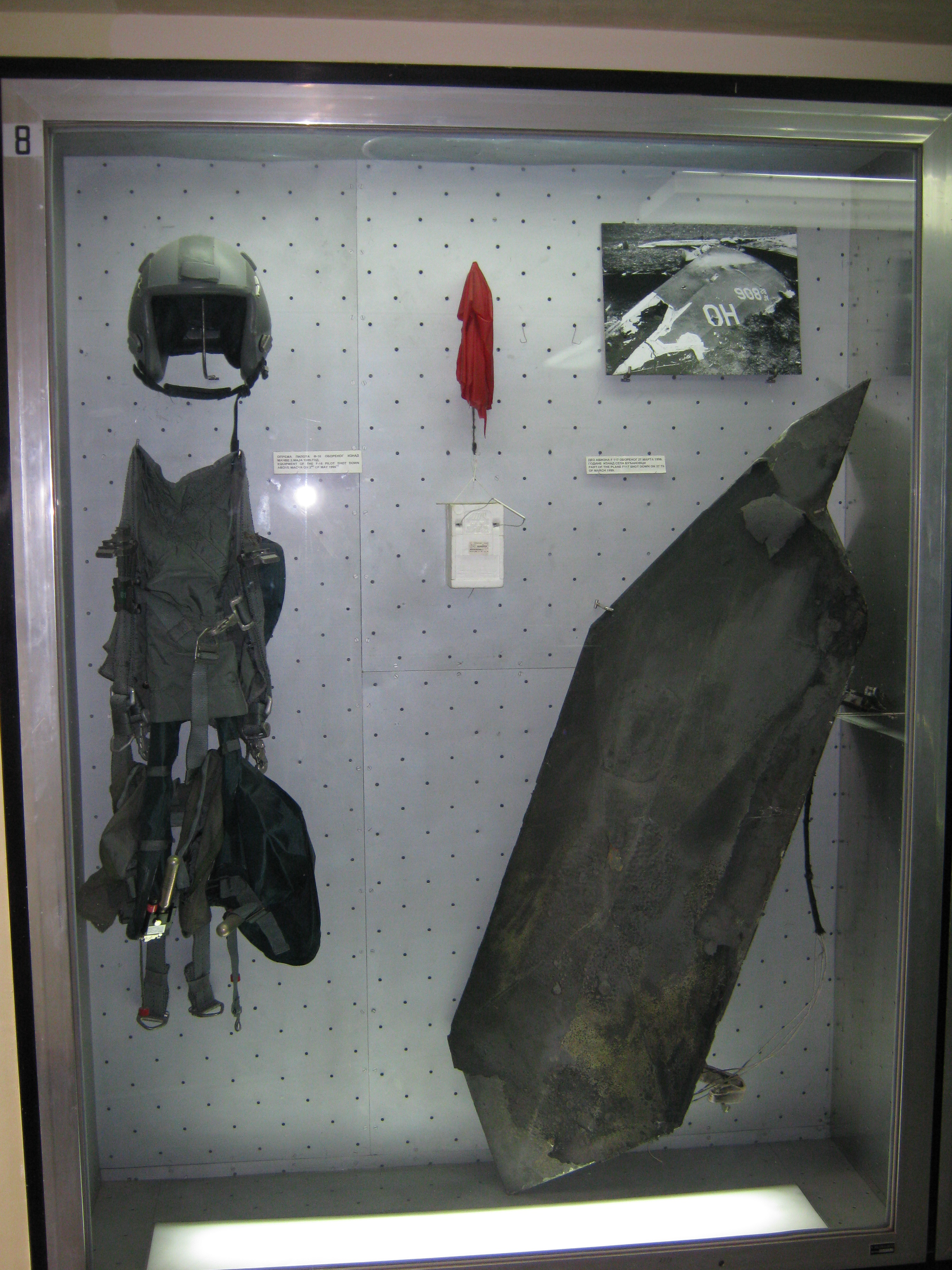
Un équipement de pilote de F-16 ainsi que la carcasse d'un F-117 abattu par les forces serbes.

Selon les rapports officiels, la guerre n'a fait aucune victime au sein des militaires de l'OTAN lors des opérations. Cependant, le crash d'un AH-64 Apache américain en Albanie  a causé la mort de deux soldats de l'OTAN, David Gibbs et Kevin L. Reichert. Un membre du Special Air Service (SAS) aurait été tué en Yougoslavie.

### Pertes militaires serbes
L'OTAN n'a pas fait d'estimation officielle du nombre de victimes militaires. La Yougoslavie a estimé le nombre de victimes militaires à 462 soldats, ainsi que 299 blessés, lors des bombardements de l'OTAN.

### Pertes militaires de l'UÇK
Certains rapports donnent le nombre de 1 000 victimes militaires au sein de l'UÇK. Cependant, les pertes militaires de l'Armée de libération du Kosovo sont difficiles à estimer car il est difficile de savoir qui était un combattant de l'UÇK et qui ne l'était pas. L'armée serbe estimait tout Albanais armé comme membre de l'UÇK, donc une victime comptée comme civile par les Albanais pourrait être comptée comme militaire par les Serbes.

### Pertes civiles chinoises
Le 7 mai 1999 un bombardier B-2 américain lâche cinq bombes qui frappent l'ambassade de Chine à Belgrade. Trois journalistes chinois sont tués dans cette frappe qui fait aussi une vingtaine de blessés. L'opinion chinoise est outragée. Selon le gouvernement américain, l'intention était de bombarder la Direction fédérale yougoslave des approvisionnements et des achats (FDSP) et non l'ambassade située à proximité. Le gouvernement chinois publie une déclaration le jour du bombardement, déclarant qu'il s'agit d'un « acte barbare »,.

## Conséquences
En 2010, un rapport d'enquête du Conseil de l'Europe fait par le parlementaire suisse Dick Marty révèle que durant la guerre, l'UCK a organisé un trafic d'organes prélevés sur des prisonniers serbes. Les captifs étaient emmenés en Albanie où ils étaient tués avant que leurs organes, principalement des reins, soient retirés et vendus à des cliniques privées étrangères.
À la fin de la guerre, les guérilleros albanais de l'UCK se sont livrés à des exactions contre les populations serbe et rom du Kosovo, ainsi que contre les membres de l'opposition albanaise qui leur étaient défavorables. L'Union européenne a mis sur pied en 2011 une commission chargée d'enquêter sur la question. En juillet 2014, le procureur Clint Williamson (en) a confirmé à Bruxelles que les minorités serbe et rom du Kosovo avaient été victimes d'une opération de nettoyage ethnique planifiée comprenant des meurtres, des kidnappings, des violences sexuelles et des déportations.
À la fin du mois d'avril 2001, les crimes de guerre commençaient tout juste à faire l'objet d'une enquête et à cette date, l'Armée populaire yougoslave avait inculpé 183 militaires et mis en examen 62 autres pour ceux-ci, sans toutefois inclure dans ces investigations les forces spéciales de police ou les forces paramilitaires serbes.
Lui reprochant, outre son autoritarisme, une perte de tous les territoires promis dans ses discours nationalistes, la population serbe vote contre Milošević et lui fait perdre les élections présidentielles en septembre 2000 ; il est arrêté le 31 mars 2001 pour être jugé devant le Tribunal pénal international pour l'ex-Yougoslavie, mais il décède avant la fin du procès en 2006.
Le coût financier des opérations militaires au Kosovo (pré et post conflit compris) a été pour les États-Unis de 3,26 milliards de dollars pour l'année fiscale 1999 et 1,909 milliard pour l'année fiscale 2000.
Depuis la fin de la guerre, près de deux cent mille Serbes, Roms et non-Albanais ont été contraints à l'exil hors du Kosovo,,.
Le 17 février 2008, le Kosovo proclame unilatéralement son indépendance de la Serbie. Le Kosovo est reconnu par soixante-seize pays dont les États-Unis et vingt-deux pays de l'Union européenne (au 18 juin 2011), mais pas par l'Espagne, la Grèce, la Russie et la Chine, ni par l'Organisation des Nations unies et l'Union Européenne.
Le 16 juillet 2024, Le tribunal pénal spécialisé du Kosovo a condamné Pjetër Shala, ancien membre de l'Armée de libération du Kosovo, à 18 ans de prison pour crimes de guerre commis pendant la guerre.

## Chronologie des événements de 1999
- Après le massacre de Račak, le 15 janvier, Louise Arbour, procureur du Tribunal pénal international pour l'ex-Yougoslavie (TPIY) est empêchée par les forces serbes de se rendre dans la province.
- 6-23 février : la conférence de Rambouillet sur le Kosovo est un échec, l'UÇK refusant un simple statut d'autonomie et les Serbes un déploiement international dans la province.
- 15-19 mars : reprise et nouvel échec des négociations de Rambouillet sur l'avenir du Kosovo, l'UÇK ayant accepté le simple statut d'autonomie pour la province mais les Serbes ayant refusé l'imposition du contingent militaire de l'OTAN et son statut.
- 23 mars : résolution de l'Assemblée Nationale Serbe condamnant le retrait des observateurs de l'OSCE du 20 mars ordonné par l'OTAN, et demandant à l'ONU et à l'OSCE de faciliter une solution diplomatique par le biais de négociations.
- 23 mars : l'OTAN ordonne le début de frappes aériennes sur la Serbie.
- 24 mars : opération Force alliée. Début des frappes aériennes de l'OTAN sur la Serbie (fin le 9 juin). Immédiatement se déclenche un afflux de réfugiés kosovars vers les pays voisins. La Russie suspend sa coopération avec l'OTAN.
- 26 mars : début des frappes aériennes de l'OTAN sur les forces serbes stationnées au Kosovo.
- 2 avril : pour la première fois, des frappes de l'OTAN visent le centre de Belgrade.

- 6 mai : accord des ministres des Affaires étrangères du G8 sur le déploiement de forces internationales au Kosovo.
- 7 mai : l'ambassade de Chine à Belgrade est touchée lors d'un raid mené par un bombardier furtif B-2 américain.
- 27 mai : Slobodan Milošević, président yougoslave, est inculpé par le Tribunal pénal international pour l'ex-Yougoslavie (TPIY), pour crimes de guerre et crimes contre l'humanité.
- 2 juin : la Cour internationale de justice rend son arrêt dans le conflit entre la Yougoslavie et dix pays de l'OTAN concernant la licéité de l'emploi de la force de la part des membres de l'OTAN. La cour se déclare incompétente dans les dix cas, notamment parce que les frappes de l'OTAN sont intervenues avant la signature du traité et parce que la république fédérale de Yougoslavie (RFY) ne faisait pas partie de l'ONU[66].
- 3 juin : Slobodan Milošević accepte le plan de paix pour le Kosovo.
- 8 juin : suspension des bombardements de la Serbie par l'OTAN et début du retrait des forces serbes du Kosovo.
- 9 juin : accord de Kumanovo entre OTAN et Serbes, fin des bombardements au Kosovo, des forces internationales (la KFOR) doivent prendre position au Kosovo.
- 12 juin : entrée au Kosovo des troupes de la KFOR, mais aussi de troupes russes inattendues, qui prennent position sur l'aéroport de Pristina.
- 20 juin : fin du retrait des forces serbes du Kosovo.
- 21 juin : l'UÇK signe un accord de démilitarisation avec la KFOR.
- Juin : début de la construction du camp Bondsteel[67].
- 2 juillet : le Français Bernard Kouchner est désigné par l'ONU représentant spécial des Nations unies au Kosovo.
- 23 juillet : massacre de 14 paysans serbes au Kosovo.
- 25 juillet : débuts de l'« administration Kouchner », dirigeant de la MINUK, mission des Nations unies au Kosovo.
- 6 août : le dirigeant albanais modéré Ibrahim Rugova accepte de participer, avec l'UÇK, au comité de transition au Kosovo dont B. Kouchner est l'instigateur.
- En août, début de l'exode des Serbes du Kosovo, victimes des représailles des Albanais.
- 3 septembre : le Deutsche Mark (DEM) remplace le dinar yougoslave comme monnaie officielle du Kosovo.
- 20 septembre : l'UÇK (armée de libération) se transforme en corps de protection civile (TMK) du Kosovo.
- 17 novembre : une conférence à Bruxelles permet de débloquer 1 milliard de $ pour la reconstruction du Kosovo.
- 6 décembre : l'OSCE publie son rapport sur les crimes commis au Kosovo
- 15 décembre : un accord signé entre l'ONU et les trois principaux partis albanais permet la mise en place d'une administration provisoire au Kosovo.

## Critiques de la guerre

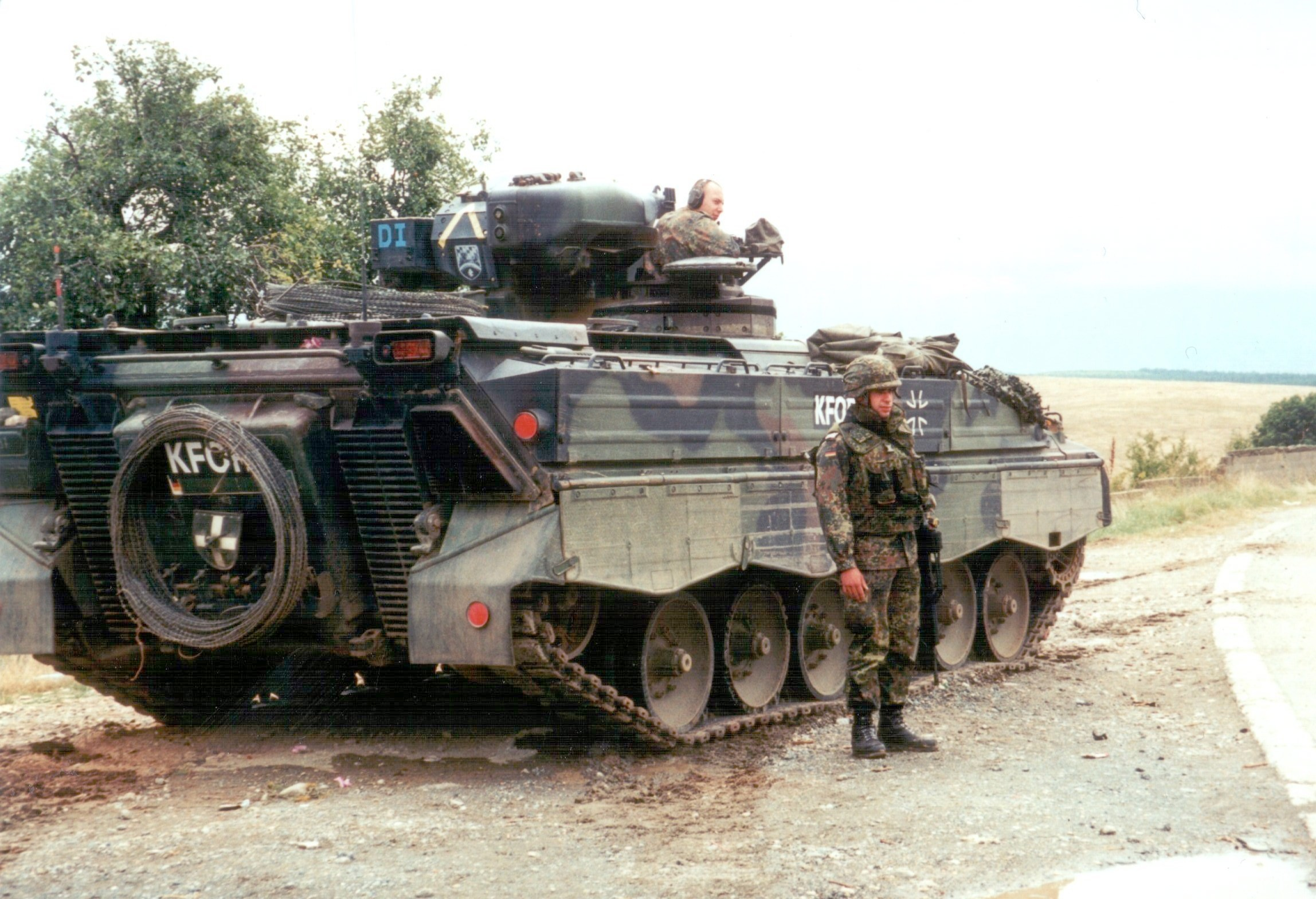
Véhicule blindé Marder de la Bundeswehr au Kosovo en 1999.

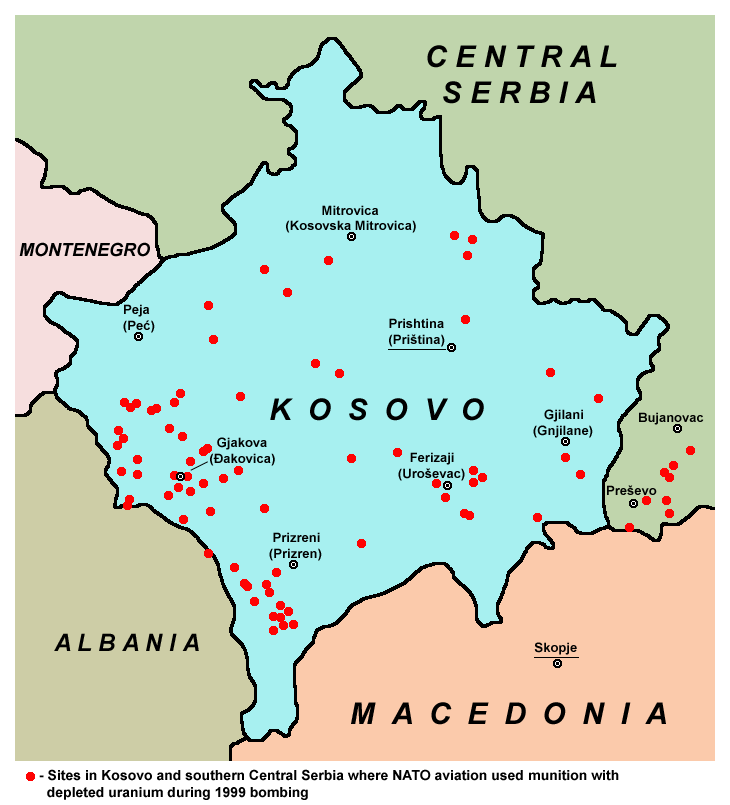
Carte des bombardements ayant utilisé de l'uranium appauvri.

L'intervention de l'OTAN ainsi que les réelles motivations de cette guerre font l'objet de nombreuses discussions. En Europe, les communistes, les souverainistes et l'extrême droite rejettent la guerre.
L'opinion publique des pays de l'OTAN était initialement majoritairement en faveur de cette opération, bien qu'un revirement progressif se soit amorcé par suite de la longueur imprévue du conflit et de la multiplication des critiques des bombardements, que ce soit dans les médias yougoslaves ou dans certains rapports d'organisations non gouvernementales (voir par exemple Human Rights Watch).
L'écrivain Vladimir Volkoff dénonce dans Désinformation, flagrant délit, les mécanismes de désinformation qu’il prétend retrouver dans certaines caractéristiques de cette opération militaire.
Certaines personnalités de gauche s'insurgent contre un retour de la doctrine de la guerre juste, et accusent les médias occidentaux de propagande. Noam Chomsky, par exemple, dans son livre Dominer le monde ou sauver la planète ?, prétend  que les massacres serbes ont été provoqués par les frappes de l'OTAN, la majeure partie des victimes antérieures étant du fait de l'UÇK, accusée d'être un groupe terroriste ayant assassiné plusieurs milliers de Serbes comme d'Albanais.
Le mensuel Le Monde diplomatique a publié en mars 2000 un dossier sur le Kosovo très critique envers l'intervention de l'OTAN, insistant notamment sur le rôle des médias dans la diffusion de rumeurs infondées et sur le refus selon lui des pays occidentaux de toute solution diplomatique. De même, certains experts ont déclaré que les journaux occidentaux avaient abondamment repris le discours de l'OTAN au sujet de cette guerre.
Dans leur livre L’opinion, ça se travaille (2000), Serge Halimi, Dominique Vidal et Henri Maler dénoncent la propagande des médias occidentaux en faveur d'une intervention armée de l'OTAN au Kosovo. Il relèvent notamment les rumeurs non fondées de génocide et d'épuration ethnique affichées en une des médias (ainsi que l'absence quasi-générale d'excuses publiques une fois les rumeurs démenties), la bienveillance de ces derniers à l'égard des crimes de guerre commis par l'OTAN, ou encore l'association systématique des personnalités critiquant l'intervention de l'OTAN à des alliés du gouvernement serbe.
Le projet d'oléoduc AMBO (en) allant de Bourgas en Bulgarie en mer Noire à Vlora en Albanie sur la mer Adriatique en passant par la Macédoine est aussi présenté par eux comme une importante motivation cachée de ce conflit. Celui-ci n'est toujours pas construit en 2020 alors qu'il y a nombre de projets d'oléoducs et gazoducs soutenus par la Russie, l'Occident, la Turquie et la Chine dans les Balkans,.
L'auteur anarchiste Claude Guillon prend également position contre l'intervention militaire de l'OTAN dans l'ouvrage Dommages de guerre (L’insomniaque, 2000). Tout en critiquant la politique  de Milošević, il pointe les éléments de propagande justifiant la guerre dans les médias occidentaux et critique sévèrement l'extrême gauche française pour ses tentations bellicistes. Il argumente à propos d'une position anti-guerre et pacifiste volontariste capable de soutenir les populations.
Le journal Libération a critiqué l'attitude des soldats occidentaux, qui ont assisté avec indifférence à la destruction de quartiers tziganes de grandes villes du Kosovo par les Albanais kosovars.
La guerre du Kosovo a également été critiquée pour ses conséquences : un Kosovo, qui contrairement aux arguments de Bill Clinton « n'est ni multiethnique ni pacifié », un pays qui voit une épuration ethnique des « Non-Albanais », la violation du droit international et la prise du pouvoir par les « clans mafieux ».

### Analyses
- Jean-Yves Potel, Les 100 portes de l'Europe centrale et orientale, Paris, Éditions de l'Atelier Éditions Ouvrières, coll. « Points d'appui », 1998, 335 p. (ISBN 978-2-708-23321-8, lire en ligne).
- Bernard Adam (dir.), La guerre du Kosovo : éclairages et commentaires, Bruxelles Paris Bruxelles, Ed. Complexe GRIP, coll. « Livres du GRIP » (no 239/240), 1999, 179 p. (ISBN 978-2-870-27717-1).
- Dušan T. Bataković, Kosovo : la spirale de la haine : les faits, les acteurs, l'histoire, Lausanne, L'Age d'homme, coll. « Mobiles géopolitiques », 1998, 106 p. (ISBN 978-2-825-11132-1, lire en ligne).
- Jean-Arnault Derens et Catherine Samary, Les 100 portes des conflits yougoslaves : Les conflits yougoslaves de A à Z, Paris, Ed. de l'Atelier, coll. « Points d'appui », 2000, 427 p. (ISBN 978-2-708-23532-8).
- (de) Kurt Gritsch, Krieg um Kosovo. Geschichte, Hintergründe, Folgen. innsbruck university press, Innsbruck 2016,  (ISBN 978-3-902936-83-7)
- Xavier Pacreau, De l'intervention au Kosovo en 1999 à l'intervention en Irak de 2003 : Analyse comparative des fondements politiques et juridiques, LGDJ, 2006  (ISBN 978-2275027623).
- « La guerre du Kosovo », revue stratégique 74-75, Economica, 2000  (ISBN 978-2717841343).
- Collectif, Croyances en guerre. L'effet Kosovo, Les Cahiers de médiologie, 1999, 207 pages  (ISBN 978-2070756780).

### Justification de la guerre
- Alain Madelin, Le Droit du plus faible, Robert Laffont, 1999  (ISBN 978-2221090695).
- Antoine Garapon, Denis Salas, Olivier Mongin, Kosovo un drame annoncé, Michalon, 1999  (ISBN 978-2841861132).
- Ivo H. Daalder, Michael O'Hanlon, Winning Ugly : Nato's War to Save Kosovo, Washington, Brookings Institution Press, 2000  (ISBN 0-8157-1697-4)
- Jean-Arnault Dérens, Marek Antoni Nowicki, Kosovo, année zéro, éditions Paris-Méditerranée, 2006  (ISBN 978-2842722487).

### Critiques
- Vladimir Volkoff, Désinformation, flagrant délit, Monaco, Éditions du Rocher, 1999.
- Claude Guillon, Dommages de guerre (Paris-Pristina-Belgrade- 1999), L’insomniaque, 2000.
- Heinz Loquai, Der Kosovo-Konflikt. Wege in einen vermeidbaren Krieg, Baden-Baden, 2000.
- Alain Brossat, Jean-Yves Potel, Au miroir de la guerre, Éditions de l'Aube, 2000.
- Alexandre del Valle, Guerres contre l'Europe, Bosnie, Kosovo, Tchétchénie, éditions L'Âge d'Homme, 2000.
- David Mathieu, Bombes et bobards, éditions L'Âge d'Homme, 2000.
- Noam Chomsky, Le Nouvel Humanisme militaire. Leçons du Kosovo, éditions Page Deux, 2000  (ISBN 294018917X).
- Serge Halimi et Dominique Vidal, L’opinion, ça se travaille, éditions Argone, 2000  (ISBN 2922494284).
- Jürgen Elsässer, La RFA dans la guerre au Kosovo. Chronique d'une manipulation, éditions l'Harmattan, 2002, 260 p. (ISBN 2747529886).
- Diana Johnstone, La Croisade des fous : Yougoslavie, première guerre de la mondialisation, éditions Le Temps des cerises, 2005  (ISBN 2841095339).
- Pierre Péan, Kosovo : Une guerre « juste » pour un État mafieux, éditions Fayard, 2013, 506 p.  (ISBN 978-2213651354).
- Jacques Hogard, L'Europe est morte à Pristina, éditions Hugo & Cie, 2014.